# محمد رشنونژاد
محمد رشنونژاد (زاده ۳ فروردین ۱۳۷۵) جودوکار ایرانی است که در تیم پناهندگان المپیک 2024 IOC شرکت می‌کند. او مدال نقره مسابقات جودو قهرمانی آسیا ۲۰۱۷ را در دسته -۶۰ کیلوگرم به دست آورد.

## اوایل زندگی
او جودو را از ۸ سالگی آغاز کرد. از او در ۱۳ سالگی برای تمرین با تیم ملی ایران دعوت شده بود. او در سال ۲۰۱۷ پس از اینکه مقامات فدراسیون جودو جمهوری اسلامی او را برای اجتناب از رقابت با اسرائیلی‌ها تحت فشار قرار دادند، از ایران فرار کرد و به هلند پناه برد.

## حرفه
او در سال ۲۰۱۶ قهرمان مسابقات قهرمانی آسیا نوجوانان شد. او در مسابقات جودو قهرمانی آسیا ۲۰۱۷ در سال ۲۰۱۷ به مقام دوم دست یافت.
در سال ۲۰۱۹، در مسابقات جایزه بزرگ هوهات در مقام پنجم به پایان رسید و برنز مسابقات آزاد ویزه بلژیک را به دست آورد. زمانی که در هلند اقامت داشت توسط وحید سرلک مربیگری کرد و در مرکز تمرین المپیک در پاپندال آموزش دید.
او در جام اروپا در مالاگا در سال ۲۰۱۹ مدال برنز را به دست آورد تا اولین عضو تیم پناهندگان IJF باشد که در یک رویداد بین‌المللی جایگاه سکو را کسب می‌کند. او به عنوان بخشی از تیم پناهندگان در جایزه بزرگ تل آویو در ژانویه ۲۰۲۰ شرکت کرد و در رسانه‌های اجتماعی پست کرد که حضور او ثابت کرد «ورزش و سیاست جدا هستند».
او به عنوان بخشی از تیم پناهندگان IJF در مسابقات قهرمانی جودو اروپا در مارسی در سال ۲۰۲۳ شرکت کرد. در سال ۲۰۲۳، بورسیه ای از سوی بنیاد پناهندگان المپیک (ORF) اعطا شد.
در می ۲۰۲۴، او در تیم پناهندگان IOC برای المپیک ۲۰۲۴ پاریس تأیید شد.

## زندگی شخصی
آنها یکی از چهار ورزشکار پناهنده برجسته در یک ویدیوی تبلیغاتی با عنوان تماشا کنید کجا می‌رویم ساخته شده توسط نایک با همکاری کمیته بین‌المللی المپیک (IOC) و آژانس تبلیغاتی Wieden+Kennedy Amsterdam بودند که برای برجسته کردن تجربیات تبعیض و تعصبی که با آن روبرو هستند طراحی شده بود. پناهندگان